# Alpenleeuwenbek
De alpenleeuwenbek (Linaria alpina) is een doorgaans tweejarige plant uit de weegbreefamilie (Plantaginaceae) die losse kussens vormt. Hij komt voornamelijk voor in de gebergtes van Zuid- en Midden-Europa, tussen 1500 en 3000 m. 

## Kenmerken
De tweelippige bloemen zijn blauwviolet tot roodviolet gekleurd en staan in korte twee- tot achtbloemige trossen. Op de onderlip van de bloemen kan men een gele welving waarnemen. De stengels liggen tegen de grond of tegen gesteente. De vlezige bladeren langs de stengel zijn 3-4 cm lang en hebben een blauwgroene kleur. Ze zijn smal en lancetvormig gevormd en staan meestal in kransen van drie of vier. De plant bloeit van juni tot en met augustus en wordt 5-10 cm hoog.

## Voorkomen
De alpenleeuwenbek is een kalkminnende plant en komt voor op instabiele, bewegende puinhellingen. In de gebergtes van Midden- en Zuid-Europa tussen 1500 en 3000 m hoogte. Soms daalt hij lager af in dalen. De zaden worden vaak meegenomen door rivieren, hierdoor kan men ze ook aantreffen op grindbanken langs bergrivieren. 

## Bijzonderheden
De alpenleeuwenbek is een kruipplant die door middel van vele niet-wortelende scheuten te vormen in staat is puin vast te leggen. Deze scheuten groeien tussen en over de stenen.
... · 
L. arvensis (Blauwe leeuwenbek) · 
L. alpina (Alpenleeuwenbek) · 
L. canadensis · 
L. dalmatica · 
L. genistifolia · 
L. pelisseriana · 
L. purpurea (Walstroleeuwenbek) · 
L. repens (Gestreepte leeuwenbek) · 
L. supina (Liggende leeuwenbek) · 
L. triornithophora · 
L. vulgaris (Vlasbekje) · 
...